# قاضی خلیفه عثمان احمد
قاضی خلیفه عثمان احمد (انگلیسی: Qazi Kholiquzzaman Ahmad؛ زادهٔ ۱۲ مارس ۱۹۴۳) اقتصاددان، طرفدار محیط زیست اهل بنگلادش است.